# 小泉智朗
小泉 智朗（こいずみ ともお、1979年12月20日 - ）は、日本の男性声優。東京都出身。

## 人物
2012年3月までマウスプロモーションに所属していた。
2014年4月1日より、ワンダースペース所属。
趣味・特技は野球、ものまね。

## 出演作品

### テレビアニメ
2008年
- 乃木坂春香の秘密

2009年
- ささめきこと（男子生徒）
- 大正野球娘。（星見）

### ゲーム
2008年
- タツノコ VS. CAPCOM CROSS GENERATION OF HEROES

2009年
- 剣と魔法と学園モノ。2（フェルパー・男）
- ティアーズ・トゥ・ティアラ外伝 -アヴァロンの謎-

2010年
- ティアーズ・トゥ・ティアラ外伝 -アヴァロンの謎- PORTABLE

2011年
- 侍道4

### 吹き替え
- ザ・パシフィック
- コールドケース7 ザ・ファイナル
- 恋愛兵法